# Jatri Tsenpo
Jatri Tsenpo, ook bekend als Pude Gungyal was de negende tsenpo, ofwel koning van Tibet. Hij was een van de legendarische koningen en was de tweede van de twee hemelse koningen met de naam Teng (100 v.Chr.-50 v.Chr.). Na hem regeerden de zes aardse koningen met de naam Lek.